# Pol·linivorisme

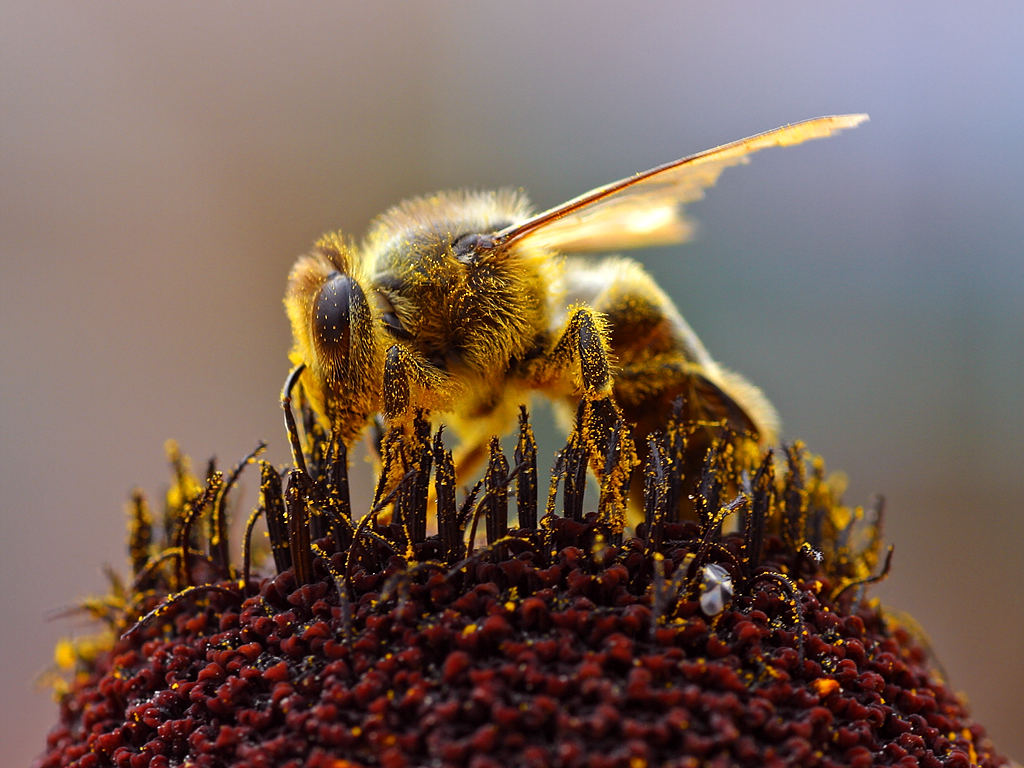
Una abella que recull pol·len d'una flor.

En zoologia, un pol·linívor (/pəˈlɪnəvɔːɹ/), que significa “menjador de pol·len” (del grec antic «παλύνω palunō», “escampar, espolvorejar”, i en llatí, «vorare», que significa “devorar”) és un animal herbívor que menja selectivament els pòl·lens rics en nutrients produïts per angiospermes i gimnospermes. La majoria dels veritables pol·linívors són insectes o àcars. La categoria en la seva aplicació més estricta inclou la majoria de les abelles i alguns tipus de vespes, ja que el pol·len és sovint l'únic aliment sòlid consumit durant totes les etapes de la vida d'aquests insectes. Tanmateix, la categoria es pot ampliar per incloure espècies més diverses. Per exemple, els àcars pol·linívors i els tisanòpters normalment s'alimenten del contingut líquid dels grans de pol·len sense consumir realment l'exina o la part sòlida del gra. A més, la llista s'amplia molt si es tenen en compte les espècies on l'etapa larva o adulta s'alimenta de pol·len, però no ambdues. Hi ha altres vespes que es troben en aquesta categoria, així com molts escarabats, mosques, papallones i arnes. Un exemple d'una espècie d'abelles que només consumeix pol·len en la seva fase larvària és l'Apis mellifera carnica (abella de Carniola). Hi ha una gran varietat d'insectes que s'alimenten de manera oportunista de pol·len, com també ho fan diversos ocells, aranyes i altres nectarívors.

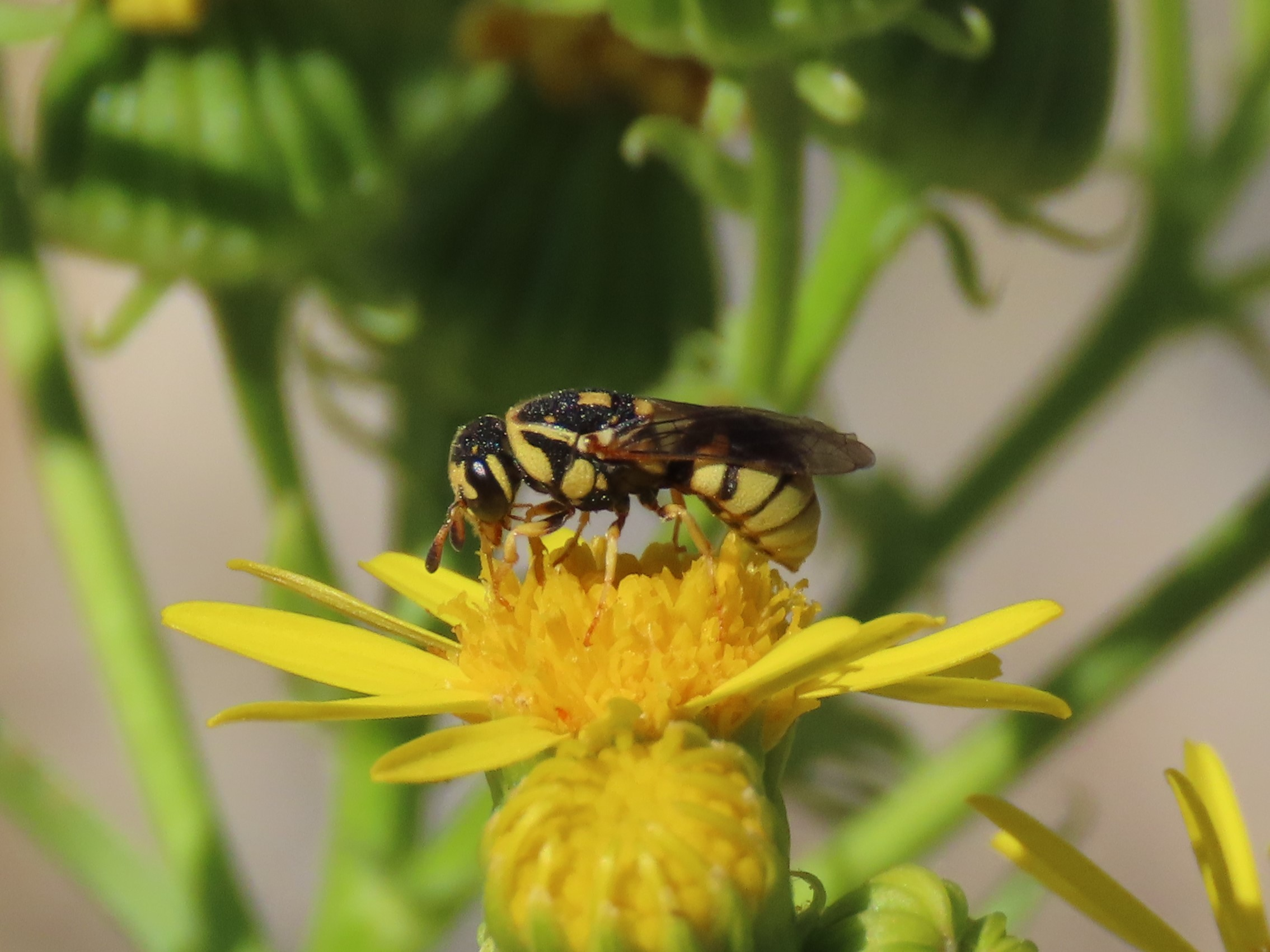
Una Jugurtia dispar, un tipus de vespa que alimenta exclusivament el pol·len per a les seves larves. Aquest és un exemple d'un pol·linívor que només és un pol·linívor durant una part de la seva vida, ja que els adults de l'espècie no consumeixen pol·len.

El pol·len, el component essencial de la dieta dels pol·linívors, és un gametòfit masculí que es forma a l'antera, o la part masculina de la flor. El pol·len és necessari per fecundar la part femenina de la flor, o gineceu, i té una llarga història com aliment per part de diverses espècies. Hi ha proves que suggereixen que el pol·linívors es remunten almenys al període Permià. És probable que s'hagi produït una coevolució entre plantes i pol·linívors en una forma de mutualisme, o el procés pel qual dues espècies es beneficien individualment de l'activitat de l'altra. Per exemple, els pol·linívors es beneficien en rebre nutrients del pol·len i, per tant, l'estructura de l'ull del pol·linívors va evolucionar per interpretar millor les indicacions visuals donades pel pol·len. El pol·len es beneficia de la interacció animal-planta en propagar-se a mesura que l'animal el porta de flor en flor, afavorint l'èxit reproductiu de la flor respectiva. Així, el pol·len ha evolucionat per ser més atractiu visualment per als pol·linívors, i ha canviat la textura superficial per ser reconegut més fàcilment pels receptors sensorials tàctils dels pol·linívors.